# Сабейский язык
Сабейский язык (ISO 639-3: xsa), иногда неправильно отождествляется с химьяритским — древний язык сабеев, который использовался с начала 1-го тысячелетия до н. э. до второй половины VI века н. э. на заметной части территории современного Йемена. Обозначение сабейского языка как химьяритского не вполне правильно, так как он не был родным языком химьяритов, которые использовали его тем не менее в качестве своего официального языка. Сабейский язык принадлежал к подгруппе древних южноаравийских языков семитской группы афразийской языковой семьи.
Использовалось южноаравийское письмо.
Самая старая известная надпись на этом языке датируется началом 1-го тысячелетия до н. э.. Как и в большинстве других семитских языков, в сабейской письменности используются только символы (графемы) согласных звуков, огласовки отсутствуют.
Геэзский язык более не рассматривается как разновидность сабейского или южноаравийского, как предполагалось ранее, хотя сабейская колонизация Эфиопии несомненно заложила основы для возникновения эфиопской письменности.